# スヴィーナヴァトン湖
スヴィーナヴァトン (氷語: Svínavatn、「豚の湖」の意) はアイスランドにある湖の
名前。同名の湖が三つある。

## 概要
スヴィーナヴァトンの名前を持つ湖は、
- ブリョンドゥオゥスの南にある、面積が  12 km² [1]の湖、
- スナイフェルス半島のクヴァムスフィヨルズル (Hvammsfjörður) にある谷、ヘイダールル (Heydalur) の近くにある、非常に小さな湖、
- キョルルの北端、ブリョンドゥロゥン湖の西にあるより小さな湖

の三つある。右に示してあるデータはそのうち最大のものについてである。

### ブリョンドゥオゥスのスヴィーナヴァトン
最大のスヴィーナヴァトンは、長さ 10 km に対して幅が 1 - 2 km の細長い形をしている。マス漁で知られており、フレムリ・ラクスアゥ (Fremri-Laxá) という川が流れ出ている。湖の川は、標高で 38 m 下になる湖ラクスアゥヴァトン (Laxárvatn) に流れ込んでいる。

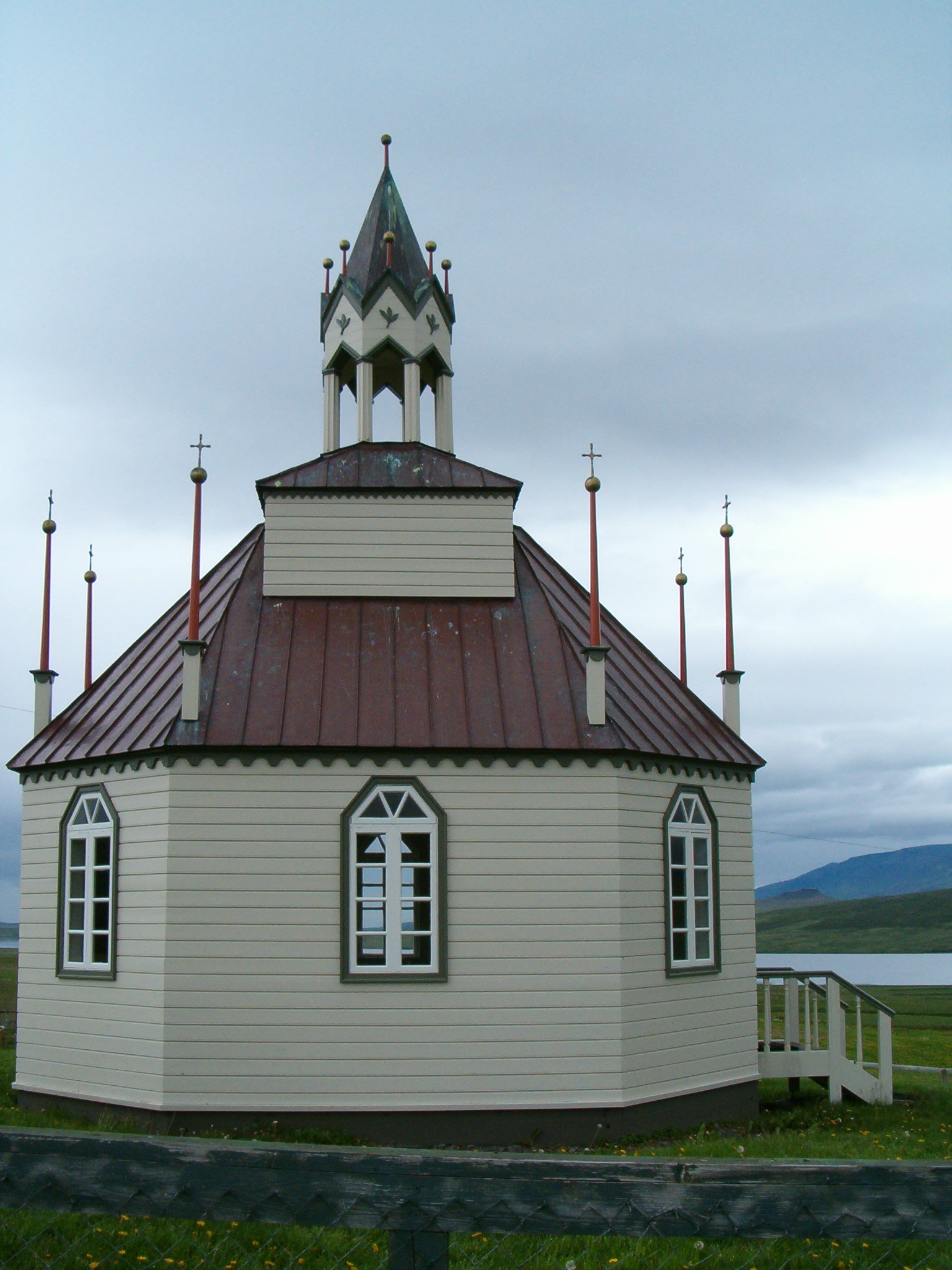
スヴィーナヴァトン南岸のオイズクラ (Auðkúla) 村の教会。(2005年)